# オキドキ
「オキドキ」は、日本の女性アイドルグループ・SKE48の楽曲。作詞は秋元康、作曲はYUMAが担当した。2011年11月9日に、SKE48の7作目のシングルとしてavex traxから発売された。楽曲のセンターポジションは松井珠理奈が務めた。

## 背景とリリース
前作「パレオはエメラルド」から4か月ぶりのシングルで、前作に続きTYPE-A、TYPE-B、TYPE-C、劇場盤の4形態でのリリース。
キャッチコピーは「元気になる魔法の言葉は、“オキドキ”だ!」。SKEの曲の中では珍しく2番がない。
「パレオはエメラルド」の選抜メンバーは16人中3人が入れ替わった。金子栞・原望奈美が初の選抜入り。小野晴香は「強き者よ」以来約2年3か月ぶりに選抜復帰した。前作の選抜メンバーだった石田安奈・古川愛李・向田茉夏が外れた。「オキドキ」はデビュー以来表題曲としては初めてタイアップが付いていない。ただし、カップリング曲の「初恋の踏切」と「歌おうよ、僕たちの校歌」はタイアップが付いている。
カップリング4曲のユニット名義は前作と同じで、「初恋の踏切」が全員歌唱曲のため、当時のメンバー全員がいずれかの楽曲に参加している。
CDの封入特典として、初回生産分には全国握手会参加引換券、全16種類あるオリジナルトレーディングカードのうち1枚、および『SKE48リクエストアワー セットリストベスト50 2011』投票券が付いた。

## 音楽性と批評
前向きな歌詞をキャッチーでダンサブルなメロディに乗せた曲。曲中全般にわたってミックス的なコーラスが挟まれている。「CDジャーナル」はボーカルを「元気に弾ける歌唱」、「愛があれば“okey-dokey”」「友がいれば“okey-dokey”」という前向きな歌詞が「力を与えてくれる」と評している。
hotexpressの杉岡祐樹のレビューでは、直近のAKB48のシングルの傾向などから前年秋のシングル「1!2!3!4! ヨロシク!」系統の楽曲ではないかとした上で、ダンスグルーヴ、曲中に挟まれている掛け声からくる元気なメロディ、勇気を後押しする歌詞などが共通点に挙げられ、楽曲タイトルさえも『「ヨロシク」に続く「オキドキ」(OK)』で連続性があると指摘している。その一方で、イントロ部分のコーラスに聴いたファルセットを肯定的に評価し、「1!2!3!4! ヨロシク!」の単なる焼き増しには留まっていないと評している。

## アートワーク
| TYPE-A | 大矢真那・桑原みずき・秦佐和子・平松可奈子・松井珠理奈         |
| TYPE-B | 小野晴香・木﨑ゆりあ・木本花音・松井玲奈・矢神久美             |
| TYPE-C | 小木曽汐莉・金子栞・木下有希子・須田亜香里・高柳明音・原望奈美 |
| 劇場盤 | 木﨑ゆりあ・高柳明音・松井珠理奈・松井玲奈                     |

## チャート成績
発売前日である2011年11月8日付オリコンデイリーシングルチャートで推定売上枚数約28万3000枚を記録して1位を記録。前作「パレオはエメラルド」の初日売上である約26万4000枚を上回り、2009年3月の推定売上枚数公開以降における、姉妹グループであるAKB48以外のシングルの中で最も高い枚数を記録した（発売当時。後に自身の「片想いFinally」が更新）。また『ミュージックステーション』（テレビ朝日）のシングルランキングにおいて初の1位となった。前作までは通常放送休止もあり、同番組でのランキング1位は初である。
2011年11月21日付のオリコン週間シングルチャートで初登場1位を記録。「バンザイVenus」から3作連続・通算3作目のチャート1位となった。初動売上は約38万3000枚で、前作を上回った。また、同日付の週間2位には本作と同じく秋元康作詞の「リフレイン」（三代目J Soul Brothers）が入った。秋元が作詞した楽曲が週間シングルチャートの1位と2位を独占するのは、1987年2月2日付（おニャン子クラブ「NO MORE 恋愛ごっこ」が1位、渡辺美奈代「TOO ADULT」がそれぞれ2位）以来24年10ヶ月ぶりである。

## ミュージック・ビデオ
ミュージック・ビデオの監督は前シングルと同じく丸山健志（KRK PRODUCE）が務めた。
「バズーカ砲発射!」MVの監督は石井貴英。
「微笑みのポジティブシンキング」MVの監督は高城明久。

## シングル収録トラック

### TYPE-A
| #  | タイトル                         | 作詞   | 作曲           | 編曲           | 時間 |
| -- | -------------------------------- | ------ | -------------- | -------------- | ---- |
| 1. | 「オキドキ」                     | 秋元康 | YUMA           | 武藤星児       | 4:24 |
| 2. | 「バズーカ砲発射!」(白組)        | 秋元康 | フジノタカフミ | 武藤星児       | 3:47 |
| 3. | 「初恋の踏切」                   | 秋元康 | ハマサキユウジ | ハマサキユウジ | 5:18 |
| 4. | 「オキドキ（off vocal）」        |        |                |                |      |
| 5. | 「バズーカ砲発射!（off vocal）」 |        |                |                |      |
| 6. | 「初恋の踏切（off vocal）」      |        |                |                |      |

| #  | タイトル                                        | 作詞 | 作曲・編曲 |
| -- | ----------------------------------------------- | ---- | ---------- |
| 1. | 「「オキドキ」music video」                     |      |            |
| 2. | 「「バズーカ砲発射!」music video」              |      |            |
| 3. | 「特典映像「ガチ!おやすみ」（白組）self video」 |      |            |

### TYPE-B
| #  | タイトル                                      | 作詞   | 作曲           | 編曲           | 時間 |
| -- | --------------------------------------------- | ------ | -------------- | -------------- | ---- |
| 1. | 「オキドキ」                                  | 秋元康 | YUMA           | 武藤星児       | 4:24 |
| 2. | 「微笑みのポジティブシンキング」(紅組)        | 秋元康 | 山田裕介       | 生田真心       | 5:23 |
| 3. | 「初恋の踏切」                                | 秋元康 | ハマサキユウジ | ハマサキユウジ | 5:18 |
| 4. | 「オキドキ（off vocal）」                     |        |                |                |      |
| 5. | 「微笑みのポジティブシンキング（off vocal）」 |        |                |                |      |
| 6. | 「初恋の踏切（off vocal）」                   |        |                |                |      |

| #  | タイトル                                        | 作詞 | 作曲・編曲 |
| -- | ----------------------------------------------- | ---- | ---------- |
| 1. | 「「オキドキ」music video」                     |      |            |
| 2. | 「「微笑みのポジティブシンキング」music video」 |      |            |
| 3. | 「特典映像「ガチ!おやすみ」（赤組）self video」 |      |            |

### TYPE-C
| #  | タイトル                                  | 作詞   | 作曲           | 編曲           | 時間 |
| -- | ----------------------------------------- | ------ | -------------- | -------------- | ---- |
| 1. | 「オキドキ」                              | 秋元康 | YUMA           | 武藤星児       | 4:24 |
| 2. | 「歌おうよ、僕たちの校歌」(セレクション8) | 秋元康 | MIKOTO         | 野中“まさ”雄一 | 3:56 |
| 3. | 「初恋の踏切」                            | 秋元康 | ハマサキユウジ | ハマサキユウジ | 5:18 |
| 4. | 「オキドキ（off vocal）」                 |        |                |                |      |
| 5. | 「歌おうよ、僕たちの校（off vocal）」     |        |                |                |      |
| 6. | 「初恋の踏切（off vocal）」               |        |                |                |      |

| #  | タイトル                                                                           | 作詞 | 作曲・編曲 |
| -- | ---------------------------------------------------------------------------------- | ---- | ---------- |
| 1. | 「「オキドキ」music video」                                                        |      |            |
| 2. | 「特典映像I 「ガチ!おやすみ」（32人）self video」                                  |      |            |
| 3. | 「特典映像II「SKE48 7thシングル選抜発表」documentary movie」                       |      |            |
| 4. | 「特典映像III「AKB48 24thシングル選抜 じゃんけん大会〜密着!SKE48〜」digest movie」 |      |            |

### 劇場盤
| #  | タイトル                                       | 作詞   | 作曲           | 編曲     | 時間 |
| -- | ---------------------------------------------- | ------ | -------------- | -------- | ---- |
| 1. | 「オキドキ」                                   | 秋元康 | YUMA           | 武藤星児 | 4:24 |
| 2. | 「バズーカ砲発射!」(白組)                      | 秋元康 | フジノタカフミ | 武藤星児 | 3:47 |
| 3. | 「微笑みのポジティブシンキング」(紅組)         | 秋元康 | 山田裕介       | 生田真心 | 5:23 |
| 4. | 「SKE48 7th single medley」                    |        |                |          |      |
| 5. | 「オキドキ（off vocal）」                      |        |                |          |      |
| 6. | 「バズーカ砲発射!（off vocal）」               |        |                |          |      |
| 7. | 「微笑みのポジティブシンキング （off vocal）」 |        |                |          |      |

## 選抜メンバー
- 大矢真那
- 小木曽汐莉
- 小野晴香
- 金子栞
- 木﨑ゆりあ
- 木下有希子
- 木本花音
- 桑原みずき
- 須田亜香里
- 高柳明音
- 秦佐和子
- 原望奈美
- 平松可奈子
- 松井珠理奈
- 松井玲奈
- 矢神久美